# Linia kolejowa nr 433
Linia kolejowa nr 433 – jednotorowa, zelektryfikowana linia kolejowa znaczenia miejscowego łącząca stacje Szczecin Główny i Szczecin Gumieńce.
Jej przedłużeniem w kierunku Berlina jest kolejno linia kolejowa nr 408, a następnie linia kolejowa nr 409.